# Neutronium
Neutronium ist eine hypothetische Form der Materie, die nur aus Neutronen besteht und deren Dichte mit der von Atomkernen vergleichbar wäre.
Der Begriff wurde 1926 vom Chemiker Andreas von Antropoff, noch vor der Entdeckung des Neutrons, geprägt, um ein hypothetisches chemisches Element mit der Ordnungszahl 0 zu benennen, welches er an die Spitze des Periodensystems stellte. Der Begriff wurde in der Folge häufiger in Science-Fiction-Literatur verwendet. Nach der Entdeckung der Neutronensterne, die überwiegend aus entarteten Neutronen bestehen und tatsächlich die Dichte von Atomkernen haben, bezeichnete man ihren Materiezustand auch in der Wissenschaft gelegentlich mit Neutronium.
Gelegentlich gab es wissenschaftliche Berichte, dass es neben freien Neutronen auch unter annähernd Normalbedingungen zumindest als Zwischenstufe von Kernreaktionen kurzlebige gebundene Neutronen gebe:
- das aus zwei Neutronen zusammengesetzte Dineutron
- das aus vier Neutronen bestehende Tetraneutron[3] und
- weitere Neutronencluster.

Derartige Experimente konnten jedoch nie bestätigt werden, und Berechnungen zeigen, dass diese Neutronencluster – wie auch das aus 5 Neutronen bestehende Pentaneutron – keinen gebundenen Zustand haben und folglich nicht existieren.